# YUBA liga 1975-1976
La YUBA liga 1975-1976 è stata la 32ª edizione del massimo campionato jugoslavo di pallacanestro maschile. La vittoria finale è stata ad appannaggio del Partizan Belgrado.

## Regular season
|     | Squadra               | G  | V  | P  | PF    | PS    | Pt. | Qualificazione |
| --- | --------------------- | -- | -- | -- | ----- | ----- | --- | -------------- |
| 1.  | Partizan Belgrado     | 26 | 22 | 4  | 2.435 | 2.255 | 44  |                |
| 2.  | Jugoplastika Spalato  | 26 | 20 | 6  | 2.456 | 2.189 | 40  |                |
| 3.  | Bosna Sarajevo        | 26 | 18 | 8  | 2.502 | 2.291 | 36  |                |
| 4.  | Beko Belgrado         | 26 | 16 | 10 | 2.462 | 2.191 | 32  |                |
| 5.  | Stella Rossa Belgrado | 26 | 13 | 13 | 2.272 | 2.191 | 26  |                |
| 6.  | Radnički Belgrado     | 26 | 11 | 15 | 2.214 | 2.324 | 22  |                |
| 7.  | Lokomotiva Zagabria   | 26 | 11 | 15 | 2.428 | 2.354 | 22  |                |
| 8.  | Zadar                 | 26 | 11 | 15 | 2.218 | 2.273 | 22  |                |
| 9.  | Rabotnički Skopje     | 26 | 11 | 15 | 2.231 | 2.315 | 22  |                |
| 10. | AŠK Lubiana           | 26 | 11 | 15 | 2.390 | 2.405 | 22  |                |
| 11. | Metalac Valjevo       | 26 | 10 | 16 | 2.045 | 2.176 | 20  |                |
| 12. | Industromontaža       | 26 | 9  | 17 | 2.117 | 2.300 | 18  |                |
| 13. | Željezničar Sarajevo  | 26 | 9  | 17 | 2.230 | 2.379 | 18  | retrocesse     |
| 14. | Borac Čačak           | 26 | 9  | 17 | 2.115 | 2.350 | 18  | retrocesse     |

| YUBA liga 1975-1976         |
| --------------------------- |
| Partizan Belgrado 1º titolo |

## Formazione vincitrice
| N° | Naz.                  | Ruolo | Sportivo           |  | Alt. |  |
| -- | --------------------- | ----- | ------------------ |  | ---- |  |
|    | Jugoslavia (bandiera) | G     | Dragan Kićanović   |  | 191  |  |
|    | Jugoslavia (bandiera) | A     | Dražen Dalipagić   |  | 197  |  |
|    | Jugoslavia (bandiera) | C     | Josip Farčić       |  | 200  |  |
|    | Jugoslavia (bandiera) | A     | Dušan Kerkez       |  | 194  |  |
|    | Jugoslavia (bandiera) |       | Branimir Popović   |  |      |  |
|    | Jugoslavia (bandiera) | P     | Dragan Todorić     |  | 187  |  |
|    | Jugoslavia (bandiera) | P     | Boris Beravs       |  | 183  |  |
|    | Jugoslavia (bandiera) |       | Goran Latifić      |  | 184  |  |
|    | Jugoslavia (bandiera) |       | Dragan Đukić       |  |      |  |
|    | Jugoslavia (bandiera) |       | Vojislav Višekruna |  |      |  |
|    | Jugoslavia (bandiera) |       | Dušan Pavlović     |  |      |  |
|    | Jugoslavia (bandiera) | C     | Milenko Babić      |  |      |  |
|    | Jugoslavia (bandiera) |       | Radenko Orlović    |  |      |  |
|    | Jugoslavia (bandiera) |       | Zoran Koprivica    |  |      |  |
|    | Jugoslavia (bandiera) | C     | Miodrag Marić      |  |      |  |
|    | Jugoslavia (bandiera) |       | Dragan Milutinović |  |      |  |
|    | Jugoslavia (bandiera) | All.  | Borislav Ćorković  |  |      |  |